# بياتريس ريكو
بياتريس ريكو (بالإسبانية: Beatriz Rico)‏ هي مقدمة تلفزيونية ومغنية وممثلة إسبانية، ولدت في 25 فبراير 1970 في أفيليس في إسبانيا.

## وصلات خارجية
- الموقع الرسمي
- بياتريس ريكو على موقع IMDb (الإنجليزية)
- بياتريس ريكو على موقع قاعدة بيانات الفيلم (الإنجليزية)